# Кризандер, Фридрих
Карл Франц Фридрих Кризандер (нем. Karl Franz Friedrich Chrysander; 1826—1901) — немецкий музыковед

, музыкальный критик и редактор; доктор философии.

## Биография
Фридрих Кризандер родился 8 июля 1826 года в городе Любтене на севере Германии в семье местного мельника. В 1853 году получил степень доктора философии в Университете Ростока, где ранее учился на философском факультете.
Карьера философа Кризандера не прельщала и после защиты докторской диссертации он практически целиком посвятил свою жизнь истории музыки. Долгое время доктор Кризандер жил за границей, преимущественно в Англии.

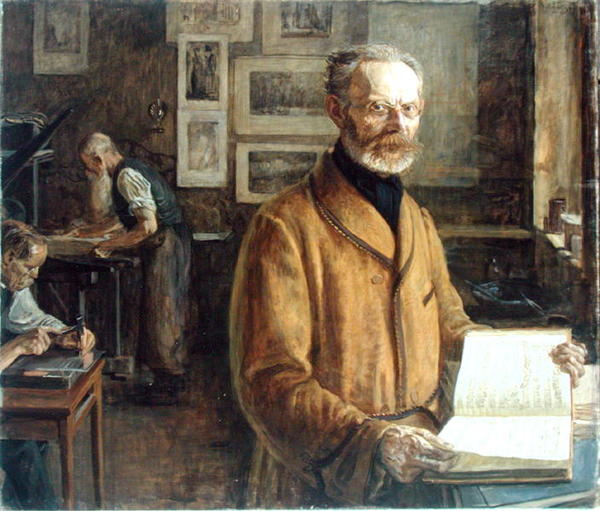
Карл Франц Фридрих Кризандер
(художник Леопольд фон Калькрёйт; 1901)

С 1868 по 1871 год Карл Франц Фридрих Кризандер был редактором выходившей в Лейпциге «Всеобщей музыкальной газеты» (нем. Allgemeine Musikalische Zeitung, AMZ) — еженедельного немецкоязычного издания, посвящённого академической музыке.
После того, как Кризандер опубликовал полное собрание сочинений Георга Фридриха Генделя, значительную часть фортепьянных композиций Иоганна Себастьяна Баха и авторитетные труды многих других композиторов, его стали называть пионером музыковедения XIX века. «Большая российская энциклопедия» называет Фридриха Кризандера одним из создателей музыкального источниковедения. Изданную Ф. Кризандером в 1858 году в городе Лейпциге биографию Генделя ставят наряду с известной биографией Вольфганга Амадея Моцарта, написанной немецким музыковедом Отто Яном.
Фридрих Кризандер основал «Ежегодник музыкальной науки» (нем. «Jahrbücher für musikalische Wissenschaft», 1863 и 1867) и, совместно с Филиппом Шпиттой и Гвидо Адлером, «Квартальник музыкальной науки» (нем. «Vierteljahrsschrift für Musikwissenschaft»), который выходил с 1885 по 1894 год.
Среди прочих музыкально-литературных трудов Кризандера наиболее известны следующие работы: «Ueber die Moll-Tonart in den Volkgesängen und uber das Oratorium» (Шверин, 1853) и «Abriss einer Geschichte des Notendruckes» («Allgemeine Musik-Zeitung», 1879 год; в этой статье автор оспаривает мнение, приписывающее Петруччи изобретение нотопечатания посредством подвижного металлического шрифта).
Карл Франц Фридрих Кризандер умер 3 сентября 1901 года в Бергедорфе.
В память о нём в родном городе Кризандера был установлен его бюст.